# Drosophila siamana
Drosophila siamana är en tvåvingeart som beskrevs av Fuyuo Hihara och Fei-Jann Lin 1983. Drosophila siamana ingår i släktet Drosophila och familjen daggflugor. Arten ingår i artundergruppen hypocausta tillsammans med bland annat Drosophila hypocausta som D. siamana på många sätt liknar. Arterna har dock hittats på samma ställe och lever sympatriskt med varandra.

## Utseende
Kroppen är ungefär 3 mm lång. Ögonen är mörkröda.

## Utbredning
Artens utbredningsområde är Malaysia och Thailand.